# Leeds—Grenville—Thousand Islands—Rideau Lakes
Pour les articles homonymes, voir Leeds (homonymie) et Grenville.
Circonscription électorale fédérale du Canada
Leeds—Grenville—Thousand Islands—Rideau Lakes (auparavant Leeds—Grenville—Thousand Islands et Rideau Lakes et Leeds—Grenville) est une circonscription électorale fédérale canadienne située en Ontario.

## Géographie
La circonscription longe le fleuve Saint-Laurent entre Kingston et Cornwall, englobant les comtés unis de Leeds et Grenville. Elle comprend les villes de Brockville, Gananoque et de Prescott, la municipalité de North Grenville, les cantons de Athens, Augusta, Edwardsburgh/Cardinal (en), Elizabethtown-Kitley, Front of Yonge (en), Leeds and the Thousand Islands et Rideau Lakes (en), et les villages de Merrickville-Wolford et de Westport (en)..
Les circonscriptions limitrophes sont Kingston et les Îles, Lanark—Frontenac, Carleton et Stormont—Dundas—Glengarry.
Après le redécoupage de 2012, les circonscriptions limitrophes étaient Carleton, Stormont—Dundas—South Glengarry et Lanark—Frontenac—Kingston. En 2011, les circonscriptions limitrophes étaient Kingston et les Îles, Lanark—Frontenac—Lennox and Addington, Nepean—Carleton et Stormont—Dundas—South Glengarry. 

## Historique
La circonscription de Leeds—Grenville est créée en 1976 de parties des circonscriptions de Grenville—Carleton et Leeds.
En 2013, elle est renommée Leeds—Grenville—Thousand Islands et Rideau Lakes.
À la suite du redécoupage de la carte électorale de 2022, la circonscription est renommée Leeds–Grenville–Thousand Islands–Rideau Lakes sans modification de son territoire. 

## Députés
| Législature                                                     | Années        | Député           | Parti | Parti                     |
| --------------------------------------------------------------- | ------------- | ---------------- | ----- | ------------------------- |
| Leeds—Grenville issue de Grenville—Carleton et Leeds avant 1976 |               |                  |       |                           |
| 31e                                                             | 1979–1980     | Thomas Cossitt   |       | Progressiste-conservateur |
| 32e                                                             | 1980–1982     | Thomas Cossitt   |       | Progressiste-conservateur |
| 32e                                                             | 1982–1984     | Jennifer Cossitt |       | Progressiste-conservateur |
| 33e                                                             | 1984–1988     | Jennifer Cossitt |       | Progressiste-conservateur |
| 34e                                                             | 1988–1993     | Jim Jordan       |       | Libéral                   |
| 35e                                                             | 1993–1997     | Jim Jordan       |       | Libéral                   |
| 36e                                                             | 1997–2000     | Joe Jordan       |       | Libéral                   |
| 37e                                                             | 2000–2004     | Joe Jordan       |       | Libéral                   |
| 38e                                                             | 2004–2006     | Gord Brown       |       | Conservateur              |
| 39e                                                             | 2006–2008     | Gord Brown       |       | Conservateur              |
| 40e                                                             | 2008–2011     | Gord Brown       |       | Conservateur              |
| 41e                                                             | 2011–2015     | Gord Brown       |       | Conservateur              |
| Leeds—Grenville—Thousand Islands et Rideau Lakes                |               |                  |       |                           |
| 42e                                                             | 2015–2018     | Gord Brown       |       | Conservateur              |
| 42e                                                             | 2018–2019     | Michael Barrett  |       | Conservateur              |
| 43e                                                             | 2019–2021     | Michael Barrett  |       | Conservateur              |
| 44e                                                             | 2021–2025     | Michael Barrett  |       | Conservateur              |
| Leeds–Grenville–Thousand Islands–Rideau Lakes                   |               |                  |       |                           |
| 45e                                                             | 2025–en cours | Michael Barrett  |       | Conservateur              |

## Résultats électoraux
|       | Candidat            | Parti        | # de voix | % des voix |
|       | (X) Gord Brown      | Conservateur | +26 738,  | 47,38 %    |
|       | Mary Jean McFall    | Libéral      | +22 888,  | 40,56 %    |
|       | Margaret Andrade    | NPD          | +04 722,  | 8,37 %     |
|       | Lorraine A. Rekmans | Vert         | +02 088,  | 3,7 %      |
| Total | Total               | Total        | 56 436    | 100 %      |

|       | Candidat        | Parti        | # de voix | % des voix |
|       | (x) Gord Brown  | Conservateur | +29 991,  | 60,81 %    |
|       | Marjory Loveys  | Libéral      | +07 839,  | 15,89 %    |
|       | Matthew Gabriel | NPD          | +09 033,  | 18,31 %    |
|       | Mary Slade      | Vert         | +02 460,  | 4,99 %     |
| Total | Total           | Total        | 49 323    | 100 %      |

|       | Candidat        | Parti        | # de voix | % des voix |
|       | (x) Gord Brown  | Conservateur | +27 461,  | 58,3 %     |
|       | Marjory Loveys  | Libéral      | +08 075,  | 17,14 %    |
|       | Steve Armstrong | NPD          | +06 511,  | 13,82 %    |
|       | Jeanie Warnock  | Vert         | +04 622,  | 9,81 %     |
|       | John McCrea     | Progressiste | +00431,   | 0,92 %     |
| Total | Total           | Total        | 47 100    | 100 %      |